# Frieden von Zürich
Der Frieden von Zürich wurde am 10. November 1859 aufgrund des Vorfriedens von Villafranca (Präliminarfriede von Villafranca, 11. Juli 1859) zwischen Österreich, Frankreich und Sardinien abgeschlossen. Er beendete vollends den Sardinischen Krieg.
In diesem Vertrag trat Österreich seine Rechte an der Lombardei an Frankreich ab, allerdings ohne die Festungen Peschiera del Garda und Mantua, die am Mincio, dem Grenzfluss zu Venetien, liegen. Venetien und das oberitalienische Festungsviereck blieben bis zum Ende des Dritten Italienischen Unabhängigkeitskrieges 1866 unter österreichischer Herrschaft. Sardinien wiederum übernahm 60 % der Schuld des Lombardisch-Venetianischen Leihhauses sowie 40 Millionen Gulden der Nationalanleihe von 1854.

## Folgen
In der Folge übertrug Frankreich aufgrund des Vertrages von Turin die Rechte an der Lombardei an Sardinien.
Paragraph 18 des Friedens von Zürich verpflichtete den Kaiser von Österreich und den Kaiser der Franzosen, auf einen Italienischen Bund hinzuarbeiten, und Paragraph 19 erklärte, dass die Rechte der vertriebenen Herrscher der drei mittelitalienischen Staaten Toskana, Modena und Herzogtum Parma vorbehalten blieben. Diese Paragraphen wurden jedoch durch die Einigung Italiens überholt und blieben toter Buchstabe.

## Fundstellen
- Tractat zwischen Österreich, Frankreich und Sardinien. (Unterzeichnet zu Zürich den 10. November und in den Ratificirungen daselbst ausgewechselt den 21. November 1859), RGBl 214/1859 (Digitalisat via Österreichische Nationalbibliothek)
- Tractat zwischen Österreich und Frankreich. (Unterzeichnet zu Zürich den 10. November und in den Ratificirungen daselbst ausgewechselt den 21. November 1859), RGBl 213/1859 (Digitalisat via Österreichische Nationalbibliothek).